# Buprenorfina

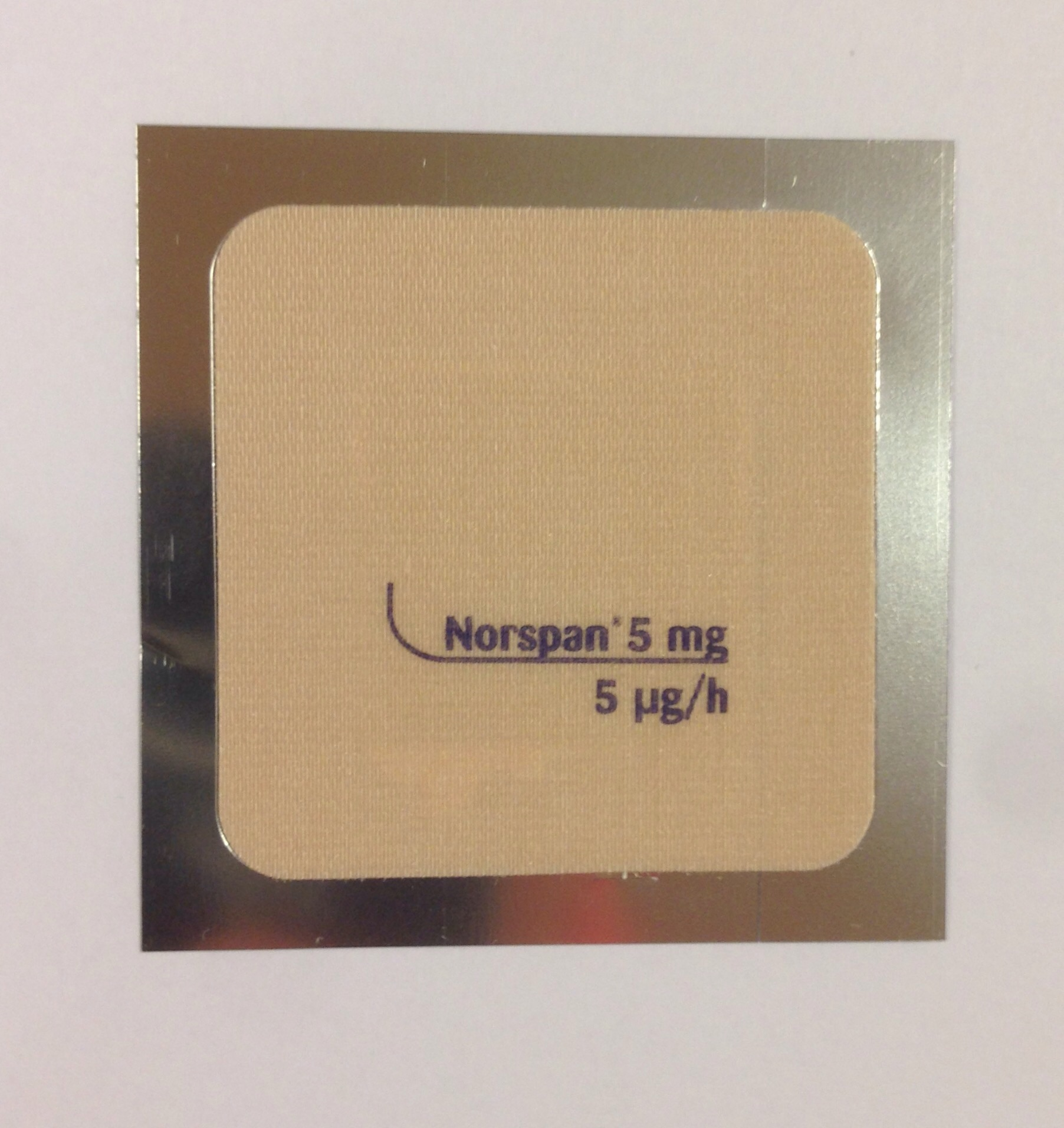
Buprenorfina w formie plastra

Buprenorfina (łac. Buprenorphinum) – wielofunkcyjny organiczny związek chemiczny, pochodna tebainy. Stosowany jako silny, półsyntetyczny opioidowy lek przeciwbólowy i znieczulający; jest częściowym agonistą receptorów opioidowych μ i ma do nich wysokie powinowactwo. Wykazuje silne i długotrwałe działanie przeciwbólowe. Według różnych wytycznych jest 75–115 razy silniejsza niż morfina. Charakteryzuje się jednak niższą od niej aktywnością wewnętrzną (morfina jest pełnym agonistą), więc nigdy nie osiąga maksymalnej skuteczności jak w przypadku morfiny. Rzadziej i w mniejszym stopniu wywołuje objawy euforyczne, ma słabsze działanie kurczące na mięśnie gładkie i mniejszą tendencję do wywoływania uzależnienia.
W leczeniu silnego i przewlekłego bólu stosuje się plastry przezskórne, które wymienia się co 3–4 dni.
W przypadku bólu przebijającego dodatkowo stosuje się tabletki podjęzykowe, z których substancja czynna wchłania się poprzez śluzówkę jamy ustnej.
Buprenorfina używana jest także, podobnie jak metadon, do leczenia uzależnienia od opioidów w substytucyjnej terapii opioidowej. Ze względu na duże powinowactwo do receptorów μ i silne wiązanie między agonistą a receptorem – heroina jest wypierana z receptorów lub też nie może związać się z receptorami μ, czego skutkiem jest niewywołanie (lub też w niewielkim zakresie) objawów euforii.
Sprzedawana jest w formie tabletek podjęzykowych, roztworów do iniekcji i plastrów. Preparaty proste dopuszczone w Polsce (stan na rok 2017), to Bunondol, Bunorfin, Buprenorfina, Buprenorphine Alkaloid, Melodyn, Norfinox, Norspan, Norvipren i Transtec. Preparat złożony Suboxone (buprenorfina + nalokson) jest stosowany w leczeniu uzależnień. Do użytku weterynaryjnego dopuszczone w Polsce są preparaty Vetergesic Vet i Bupaq Multidose.
Buprenorfina bywa używana pozamedycznie jako środek odurzający, między innymi w krajach skandynawskich.